# Johann Friedrich Wilhelm Herbst

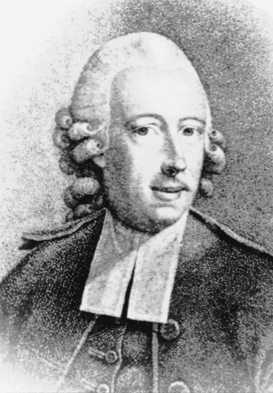
Johann Friedrich Wilhelm Herbst

Johann Friedrich Wilhelm Herbst (Petershagen, 1 november 1743 – 5 november 1807) was een Duits natuuronderzoeker en entomoloog. 
Hij was mede-auteur van Naturgeschichte der in- und ausländischen Insekten (1785–1806, 10 volumes), dat geldt als een van de eerste pogingen tot een volledige weergave van de orde kevers. Hij schreef deze samen met Carl Gustav Jablonsky. 
Andere werken van Herbst zijn Anleitung zur Kenntnis der Insekten (1784–86, 3 volumes), Naturgeschichte der Krabben und Krebse (1782–1804, 3 volumes), Einleitung zur Kenntnis der Würmer (1787–88, 2 volumes) en Natursystem der ungeflügelten Insekten (classificatie van de ongevleugelde insecten) (1797–1800, 4 delen).